# Дмитриевское сельское поселение (Ракитянский район)
Дми́триевское се́льское поселе́ние — муниципальное образование в Ракитянском районе Белгородской области.
Административный центр — село Дмитриевка.

## История
Дмитриевское сельское поселение образовано 20 декабря 2004 года в соответствии с Законом Белгородской области № 159.

## Население
| 2010  | 2011  | 2012  | 2013  | 2014  | 2015  | 2016  | 2017  | 2018  |
| ----- | ----- | ----- | ----- | ----- | ----- | ----- | ----- | ----- |
| 1495  | ↗1498 | ↘1482 | ↗1508 | ↗1559 | ↘1551 | ↘1524 | →1524 | ↘1504 |
| 2019  | 2020  | 2021  |       |       |       |       |       |       |
| ↘1485 | ↘1436 | ↗1456 |       |       |       |       |       |       |

## Состав сельского поселения
| №  | Населённый пункт   | Тип населённого пункта       | Население |
| -- | ------------------ | ---------------------------- | --------- |
| 1  | Бубны              | хутор                        | ↘28       |
| 2  | Герцевка           | село                         | ↘86       |
| 3  | Дмитриевка         | село, административный центр | ↘880      |
| 4  | Ивенка             | хутор                        | ↘19       |
| 5  | Коровино           | село                         | ↘72       |
| 6  | Краснокрестьянский | хутор                        | ↘22       |
| 7  | Кривая Роща        | хутор                        | ↘139      |
| 8  | Стадница           | хутор                        | ↘62       |
| 9  | Сумовский          | посёлок                      | ↘101      |
| 10 | Сухой Лог          | хутор                        | ↘84       |

### Упразднённые населённые пункты
Посёлок Герцевский упразднён в 2023 году.